# Pasi Puistola
Pasi Puistola, född 16 september 1978 i Tammerfors i Finland, är en finländsk ishockeyspelare.
Från och med den 14 januari 2011, fram till dess att HV71:s ordinarie lagkapten Johan Davidsson var tillbaka i spel efter den knäoperation han gjorde den 10 januari 2011, var Puistola lagkapten i HV71. Han är den första finländska kaptenen i HV71.  
Säsongen 1997-1998 gjorde han sin första professionella säsong, i Ilves - i finländska FM-ligan. Han blev då utsedd till Årets rookie och belönades med Jarmo Wasaman Memorial Award. Ilves tog ett silver den säsongen. Samma år vann Puistola även ett JVM-guld med Finlands juniorlandslag.
Puistola har spelat 45 A-landskamper för Finland sedan 2004. 2010 gjorde han debut i VM.

## Klubbar
- Ilves, FM-ligan (1994-2001)
- Ässät, FM-ligan (2000-2001)
- Tappara, FM-ligan (2001-2006) (2013-)
- HV71, Elitserien (2006-2011)
- Severstal Tjerepovets, KHL (2011-2012)
- HK Donbass, KHL (2012-2013)

## Statistik
- Presentation och statistik för Pasi Puistola som spelare  på Elite Prospects.

## Meriter
- FM-ligan, Rookie of the Year (1997-1998)
- FM-ligan, silver med Ilves, 1998)
- JVM-Guld med Finlands juniorishockeylandslag (1998)
- Jr. A FM-ligan, Silver med Ilves U20 (1999)
- FM-ligan, Brons med Ilves (2001)
- FM-ligan, Silver med Tappara (2002)
- FM-ligan, Guld med Tappara (2003)
- Elitserien SM-Guld med HV71 (2008)
- Elitserien Most Goals by Defenseman (11)(2007-2008)
- Elitserien Most Assists by Defenseman (25) (2008-2009)
- Elitserien SM-silver med HV71 (2009)
- Elitserien SM-Guld med HV71 2010)
- Elitserien Most Points by Defenseman Playoffs (11)(2010)